# 루마니아 지상군

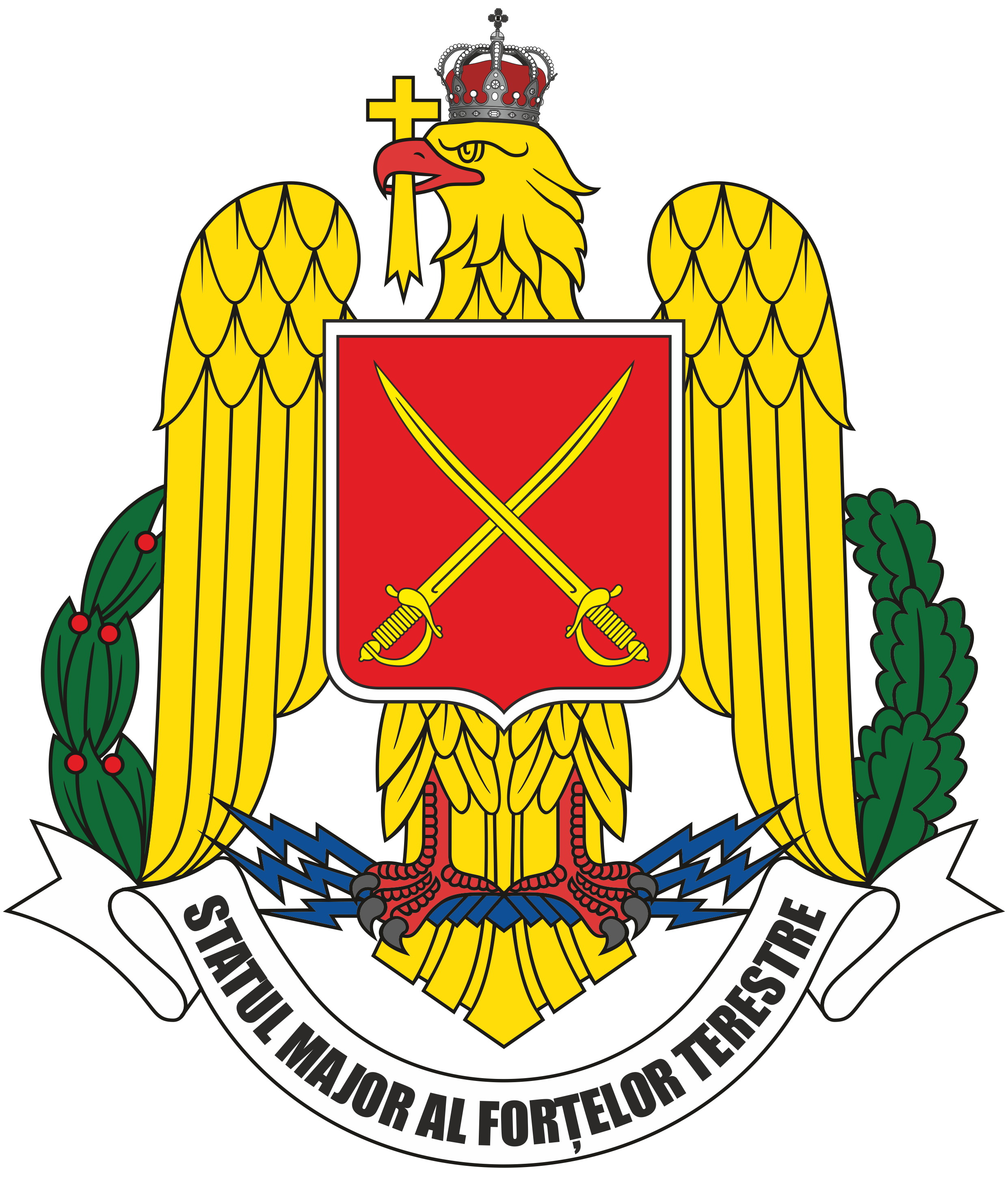

루마니아 지상군(루마니아어: Forşele Terestre Române)은 루마니아의 육군이자 루마니아군의 주요 구성군이다. 2007년부터 완전한 전문화와 주요 장비 정비를 통해 지상군의 성격이 변화되었다.
루마니아 지상군은 1859년 11월 24일에 창설되었다. 오스만 제국을 상대로 한 루마니아 독립 전쟁, 불가리아를 상대로 한 제2차 발칸 전쟁, 동맹국을 상대로 한 제1차 세계 대전(마라슈티와 마라슈티의 결정적인 전투에서 승리), 헝가리-루마니아 전쟁에 참전했다. 제2차 세계 대전 대부분(1944년까지) 동안 루마니아군은 추축국을 지원하여 동부 전선에서 소련에 맞서 싸웠다. 1944년 8월부터 전쟁이 끝날 때까지 루마니아는 소련의 지배하에 있던 독일과 싸웠다. 제2차 세계대전 이후 공산주의자들이 권력을 장악하자 군대는 재편성과 소비에트화를 겪었다.
1989년 루마니아 혁명 이후 자금 부족으로 인해 많은 부대가 해체되고 많은 장비가 단계적으로 폐기되었다. 마찬가지로 루마니아의 군사력은 연료 부족과 훈련 부족으로 인해 쇠퇴했다. 그러나 1990년대 후반부터 많은 긍정적인 변화가 이루어졌고 전투 준비 수준은 꾸준히 향상되었다. 1996년 이후 국방예산은 6억 3,600만 달러에서 2007년 28억 달러로 4배 이상 늘어났다. 징병제도가 폐지되고 전문화도 완료됐다.